# Parablastoidea
Classe
Les Parablastoidea sont une classe fossile d'échinodermes ayant vécu à l'Ordovicien.

## Description
Ces animaux blastozoaires ressemblaient à des étoiles de mer au bout d'une tige, et étaient caractérisés par des brachioles bisériées, une symétrie pentamérale bien développée et des ambulacres composés de plaques bisériées.

## Registre fossile
Le registre stratigraphique de ce groupe semble limité à l'Ordovicien inférieur à supérieur. 

## Systématique
Le nom valide complet (avec auteur) de ce taxon est Parablastoidea Hudson (d), 1907,.

## Publication originale
- (en) George Henry Hudson, « On Some Pelmatozoa from the Chazy Limestone of New York », Geological Papers. New York State Museum Bulletin, États-Unis, vol. 107,‎ 1907, p. 97-152 (lire en ligne, consulté le 3 janvier 2024).